# Velouté

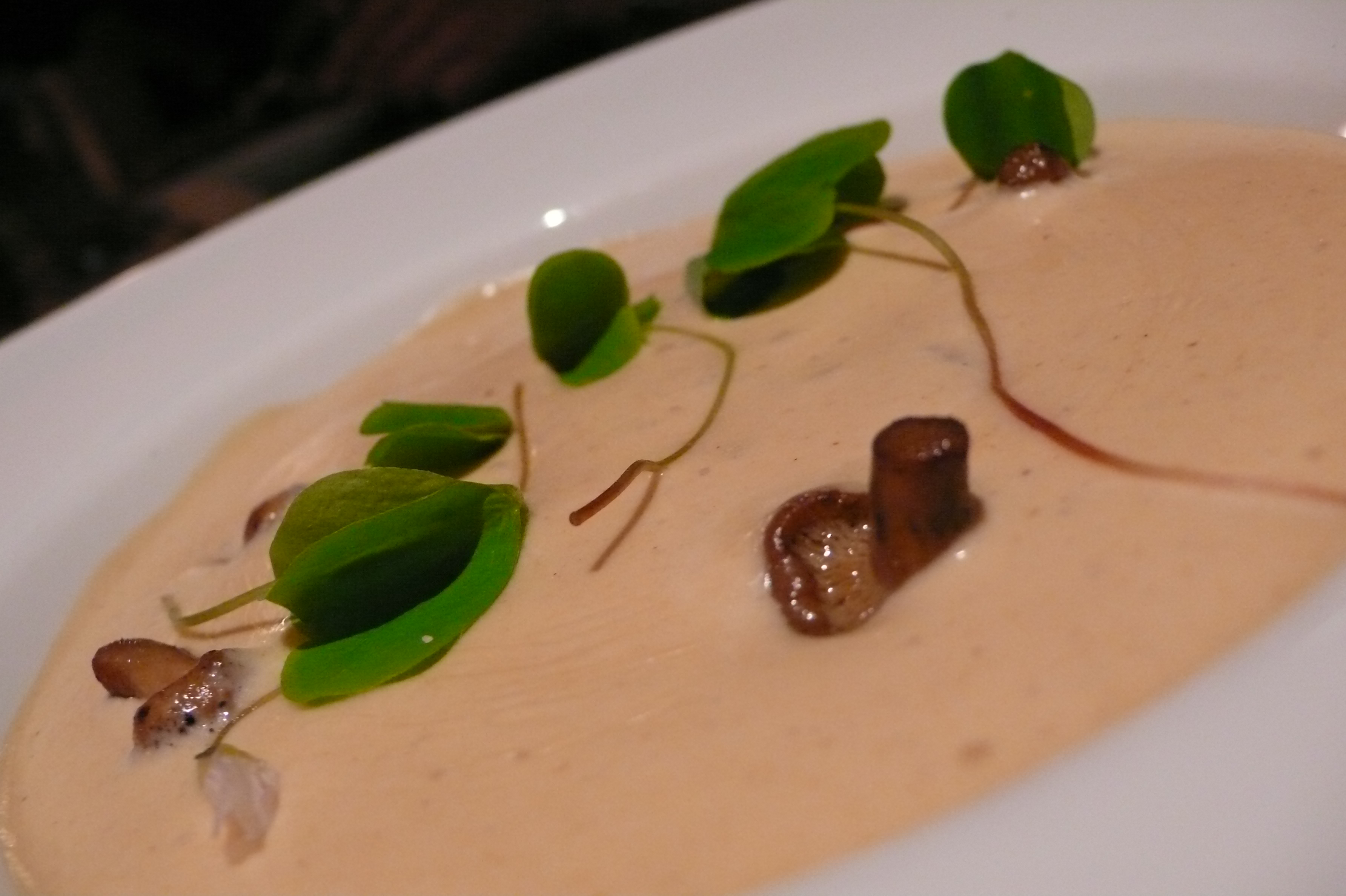
Salsa velouté con Calocybe gambosa (setas) en la que se puede apreciar el aspecto cremoso y graso de esta salsa

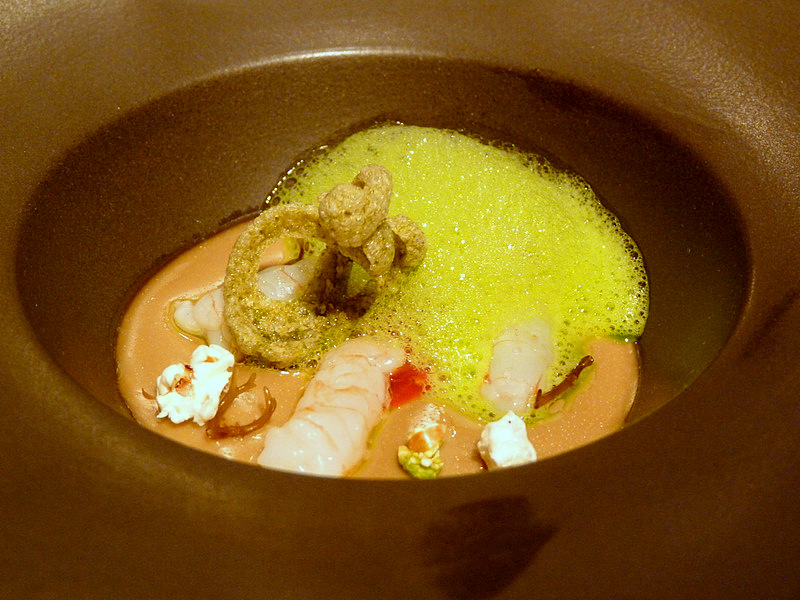
Suele participar en la elaboración de diversas decoraciones

La velouté es una salsa clara que está formada por un caldo (denominado «fondo claro», que puede ser de carne de aves o de ternera o, incluso, un fumet de pescado), y ligada con un roux (que puede ser blanco o rubio). Por ejemplo, una velouté de ave estaría formada por un fondo de ave y un roux rubio. Se trata de una «salsa madre», de tal forma que puede utilizarse como base para otras salsas de la cocina francesa. A la velouté de pescado se la denomina «velouté magra», y a la elaborada con ternera se le denomina genéricamente «salsa blanca grasa». El aspecto, por lo general denso, de esta salsa hace que a veces se la llame una crema. 

## Características
La palabra velouté (del idioma francés) significa ‘aterciopelado’, y su denominación proviene de la textura final que posee esta salsa entre algo ligero y sedoso al paladar. La elaboración más genérica parte de un roux (mantequilla y harina en una salsa a partes iguales) que se mezcla con un caldo. 
{\displaystyle \underbrace {Harina+mantequilla} _{roux}+fondo\ claro\longmapsto velout{\acute {e}}}
Se tiene que cocinar siempre a fuego mínimo por 90 minutos hasta que adquiera el aspecto bien aterciopelado, el cual sale al finalizar.
El parecido entre la velouté, la salsa bechamel y la salsa española está en que las tres emplean un roux. La diferencia entre la velouté y la bechamel está en que esta última se fundamenta en el empleo de la leche como diluyente de la final (además de un mitigador del sabor de la harina), mientras que la velouté emplea caldo y la roux como emulsionante final. La diferencia entre la velouté y la salsa española es que la segunda se hace con fondos (caldos) oscuros, pero la elaboración de la velouté parte de un caldo claro y una roux. La roux se vierte caliente sobre el caldo hasta que vaya aumentando su viscosidad y se logre la textura deseada. Se suele mencionar una proporción aproximada de 60 gramos de salsa roux por litro de fondo. Si se quiere dar mayor o menor espesor, bastará con aumentar o reducir la cantidad de roux.

## Historia
Esta salsa se considera una de las cinco salsas madre de la cocina francesa, y fue creada y descrita por primera vez por el cocinero francés Marie-Antoine Carême a comienzos del siglo XIX. Este cocinero fue uno de los primeros en clasificar las salsas en cuatro categorías dependiendo de la salsa base empleada. A cada categoría le puso el nombre de su salsa «más característica». En la velouté, se emplea un caldo claro o un bouillon blanco como fondo.
La versión clásica es la que se elabora solamente con el par roux más caldo. Existen, no obstante, numerosas variantes de ingredientes que se añaden con el objeto de facilitar y mejorar su textura final. En estos casos, la salsa final no puede llamarse velouté (por ejemplo, si se emplea crema, será la salsa suprema).

## Derivados de la salsavelouté
Existen algunas salsas que se derivan de la velouté:
- Salsa suprema o parisienne: formada por una velouté de ave con el agregado de zumo de limón y crema de leche líquida. Se utiliza para acompañar carnes rojas, aves, cerdo, pavo, pastas y huevos.
- Salsa de vino blanco: hecha con una base de velouté de pescado, aceite vegetal, zumo de limón, crema líquida, yemas de huevo, fondo de pescado y vino blanco.
- Salsa albufera.
- Salsa veneciana: se trata de una salsa donde el caldo es un fumet de pescado aromatizado con vinagre de estragón.
- Salsa brava.